# 조경 (청하왕)
청하왕 조경(淸河王 曹冏, ? ~ 226년)은 조위의 제후왕으로, 명제의 아들이다.

## 생애
황초 7년(226년), 청하왕에 봉해졌으나 그 해에 죽었다. 봉국은 폐지되었다.

## 출전
- 진수, 《삼국지》 권3 위서 명제기

| 전임 (3년 전) 청하도왕 조공 | 조위의 청하왕 226년 8월 신사일 ~ 226년 10월 | 후임 (봉국 폐지) |